# Municipio de Ovid (condado de Branch)
El municipio de Ovid (en inglés: Ovid Township) es un municipio ubicado en el condado de Branch en el estado estadounidense de Míchigan. En el año 2010 tenía una población de 2326 habitantes y una densidad poblacional de 24,81 personas por km².

## Geografía
El municipio de Ovid se encuentra ubicado en las coordenadas 41°51′4″N 84°59′57″O / 41.85111, -84.99917. Según la Oficina del Censo de los Estados Unidos, el municipio tiene una superficie total de 93.76 km², de la cual 85,93 km² corresponden a tierra firme y (8,35 %) 7,83 km² es agua.

## Demografía
Según el censo de 2010, había 2326 personas residiendo en el municipio de Ovid. La densidad de población era de 24,81 hab./km². De los 2326 habitantes, el municipio de Ovid estaba compuesto por el 98,5 % blancos, el 0,47 % eran afroamericanos, el 0,13 % eran amerindios, el 0,17 % eran asiáticos, el 0,34 % eran de otras razas y el 0,39 % eran de una mezcla de razas. Del total de la población el 0,9 % eran hispanos o latinos de cualquier raza.